# Sd.Kfz. 11
Sd.Kfz. 11 (на немски: Sonderkraftfahrzeug – машина със специално предназначение) е германска полуверижна машина използвана по време на Втората световна война. Основното ѝ предназначение е артилерийски влекач. Може да превозва осем войника, товар от 1550 kg и да тегли товар до 3000 kg.
Често е използвана за артилерийски влекач на леката 10,5 cm полева гаубица (le. Feldhaubitze 10.5 cm), а след 1941 г. на 15 cm и 21 cm Небелверфер.

## Разновидности
- Sd.Kfz. 11/1 – машина за осигуряване на димна завеса;
- Sd.Kfz. 11/2 – машина екипирана с устройства за обеззаразяване с газ;
- Sd.Kfz. 11/3 – монтирана пръскачка;
- Sd.Kfz. 11/4 – друга разновидност на машина за осигуряване на димна завеса;
- Sd.Kfz. 11/5 – носач на амуниции за Небелверфер 41.